# 파쿤도 마차도
파쿤도 마차도(스페인어: Facundo Machado Campos, 2004년 1월 19일~)는 우루과이의 축구 선수로, 나시오날과 우루과이 연령별 대표팀에서 골키퍼로 활동하고 있다.

## 국가대표팀 경력
2023년 FIFA U-20 월드컵에서 우승을,
2023년 CONMEBOL U-20 축구 선수권 대회에서 우루과이의 준우승에 기여했다.